# Szernye
Szernye (ukránul Серне (Szerne / Serne) korábban Рівне (Rivne)) falu Ukrajnában, Kárpátalján, a Beregszászi járásban.

## Fekvése
Munkácstól 20 km-re délnyugatra, a Szernye-patak partján fekszik, Barkaszó tartozik hozzá. A Szernye-mocsár hatalmas láp volt itt valamikor. 1946-ig külterületének számított a Cigánytábor, a Dolenkai-tanya, Róth-tanya, Szernyei-tanya.
Szernye sík területen fekvő település. Községi tanácsa helyben. A falu 25 km-re fekszik Munkácstól az Izsnyéte-Barkaszó-Szernye vonalon.

## Nevének eredete
Neve szláv folyónévből származik, az pedig a szláv srna (= őz) főnévből ered.

## Történelem
1270-ben „Zyrnua” néven említik először a lónyai uradalom határjárásában, mint királyi birtokot.
1964 lakosú színmagyar község, melyet a 13. században a Várdai család alapított.
Református temploma a 15. században épült gótikus stílusban, 1530-ban lett a reformátusoké. 1755-ben és 1774-ben barokk stílusban átépítették. 1779-ben haranglábat emeltek melléje.
A 18. század végén Vályi András így ír róla: „SZERNYE. Magyar falu Bereg Várm. földes Urai Lónyai, és több Uraságok, lakosai reformátusok, fekszik Mező Kaszonyhoz, ’s Csomonyához nem meszsze; határja egyenes fekvésű, és jó búzát terem, erdeje, ’s halászatja van, de az árvíz rongállya; piatza Munkátson másfél mértföldnyire.”
Fényes Elek 1851-ben kiadott geográfiai szótárában így ír a faluról: „Szernye, magyar falu, Beregh vmegyében, a Szernye vize mellett, Munkácshoz délnyugotra 3 mfdnyire: 14 r., 10 g. kath., 528 ref. lak. Ref. anyaszentegyház. Róna határa szép buzát terem; erdeje, halászata van, de az árviz rongálja. F. u. többen.”
Temploma mai formáját az 1910-es felújítás során nyerte el. A trianoni békéig Bereg vármegye Mezőkaszonyi járásához tartozott. Az első világháborút követően a községet a mesterségesen létrehozott Csehszlovákiához csatolták, majd 1938-tól ismét Magyarországhoz tartozott 1944 őszéig, amikor a szovjet csapatok megszállták.
Ennek következtében 1945-ben az Ukrán Szovjet Szocialista Köztársaság, s ezzel együtt a Szovjetunió részévé vált. 1991 óta a független Ukrajna része.

## Népessége
1910-ben 1257, túlnyomórészt magyar lakosa volt.

## A Szernyei Református Egyházközség történetéből
A mai Beregi Egyházmegye területén található Szernye településről a reformáció előtti XIV. századi feljegyzések tanúskodnak. Említik, hogy saját plébániát birtokolt. A helvét tanok terjedésekor feljegyzik a községről, hogy az új hit első terjesztője Kálmáncsehi Sánta Márton volt. Az első említés a gyülekezetről a következő: „Bizonyos földesúr 1552-ben, Zernye helységre ütvén, ott a jobbágyokat megölte, a Templomot, Parókhiát és a lakosok hajlékait felgyújtotta – alkalmasint ezen égés után lettek is maradtak is a lakosok is a tisztábban értelmezett Hit hívei…” 1595-ben már református anyagyülekezetnek számított, s az első lelkésze Beregi Lukács (1589–1604).
Az új hitközség ekkor elfoglalta a régi római katolikus templomot, amely a XV. században csúcsíves stílusban épült, hajója egyszerű, deszka mennyezetű, torony nélküli gót stílusú épület volt. 1779-ben egy fából készült haranglábat állíttattak a régi templom mellé, ami 1859-ben egy tűzvész folytán leégett, harangjai megsemmisültek, de a hívek újat építettek helyette. Még azon az éven öntettek két harangot is. A kisebbik harangra rá van írva, hogy László Albert kisgejőci mester készíttette Szigeti János szolgálata idején, Gerzsenyi László gondoksága alatt, 260 kg. A nagyobbik harangot sajnos 1916-ban a világháborúba vitték, csak az ütőjét hagyták meg a gyülekezetnek. Megjegyzik azt is, hogy a templom alatt sírbolt volt. 1645-ben leánygyülekezete a szomszédos Gerzsenó (Gerzseny), amely később a XVIII. századra a török pusztítás miatt elnéptelenedett, és Nemes Gerseni család és lakosai mind Szernyére, mind a szomszédos településekre költöztek át.
Megemlítik, hogy 1801-ben 300 lélekszámú a gyülekezet, amit Szatmári András prédikátor „híven és épületesen” pásztorolt. Mintegy száz esztendő leforgása alatt a gyülekezet létszáma több mint a háromszorosára növekedett. 1908-ban Kovács Kálmán lelkészi szolgálata alatt már 1128 lelket tartottak számon. A megbővült eklézsia nagyobb templomot igényelt, így az egyházközség nagy építkezésbe kezdett. 1909-ben az ötszáz éves templomot és a haranglábat lebontatta és 70 000 korona költséggel újat építtetett. Jelenlegi temploma 1910-ben épült, több mint 600 ülőhely található benne. A főbejárat felőli karzatát impozáns 8 regiszteres orgona ékesít, amit Angster József és fia készített Pécsett. A templom nagyobbik harangját a meglévő mellé 1924-ben a gyülekezet ismételten a kisgejőci származású Egry Ferenccel öntette, ami 624 kg. Rá van írva: „Dicsér téged teljes szívem, Én Istenem hirdetem neved…”
Megemlíthető, hogy itt született 1913. január 7-én Dr. Forgon Pál, id. Forgon Pál tanító és Kiss Ilona gyermeke, aki később a KRE püspöke volt. Továbbá a gyülekezetben 27 évig szolgált és kiemelkedő teljesítményt nyújtott id. Balogh Sándor kántortanító, aki jelentős népművészeti gyűjtőmunkát végzett, amit az 1930-as években Gyöngykaláris néven a Tiszahát és Tóhát falvainak színpadjaira vitt egy csaknem 70 fős kórussal. Példának okáért 1936-ban a Gyöngykaláris kórusa fellépett a Szernyén megrendezett arató ünnepségen, ahol csaknem 5000 ember gyűlt össze, 12 palástos lelkész szólalt fel, az ott megjelent esperes ajkáról hangzott az imádság és mindannyian énekelhették hittel és lélekkel: „Tebenned bíztunk eleitől fogva.” Mégis, Balogh Sándort szolgálatáért a szovjet hatalom 1947-ben 8 évi börtönbüntetéssel „díjazta”, amelyet le is töltött, de az ott szerzett betegségben 1955-ös szabadulása után 1958-ban meghalt. Számára az iskola kertjében állítottak emléket.
Az egyházközség életében nagy megrázkódtatást jelentettek az 1926-os Tárczy Gyula lelkészválasztásával kapcsolatos események, amelynek a következménye máig hatással van a község lelki életére. Többen kiléptek az egyházból, és voltak, akik felekezetnélküliek lettek, vagy a Jehova Tanúihoz tértek át. Utóbbiak száma 1937-ben 250-re emelkedett és a kommunizmus ideje alatt fokozatosan még inkább megerősödött. 1941-ben Horkay István szolgálata idején a község teljes létszáma már 1531, amelyből 1230-at számláltak reformátusként. 1981-2001 között Horkay László – későbbi püspök – töltötte be a lelkipásztori szolgálatot. Működése alatt több beszolgáló lelkész építtette a gyülekezet lelki életét: Péter László, Dávid Árpád, Mészáros Zoltán.
1949 februárjában a Szovjet hatalom a parókián élő lelkészcsaládot kiköltöztette és hosszú időn át a községi tanács tulajdona volt. A rendszerváltást követően a gyülekezet használatában lehetett belőle két helység, s majd a hívek 2004-ben adakozásból vásárolták vissza a kommunizmus ideje alatt elkobzott, eléggé rossz állapotban lévő lelkészlakást. A parókiát több fázisban mára felújították, a lelkészcsalád újra birtokba vehette és a gyülekezet használja alkalmaira. Ugyancsak a kommunizmus bukásával az 1990-es években, Horkay László lelkipásztori szolgálata alatt a községben élő cigány közösség számára 1996-ban új templomot avattak, ahol ma Béres László végzi a lelkészi szolgálatot.
A gyülekezetben napjainkban is aktív hitélet folyik. A vasárnapi istentiszteleten kívül hétközi istentisztelet, gyülekezeti-, presbiteri-, diakónus- és ifjúsági bibliaórák várják a vágyakozó híveket. Néhány éve újra megalakult és nagy népszerűségnek örvend a gyülekezet kórusa. Jelenleg is több fiatalja tanul teológián, ill. az utóbbi időben a gyülekezetből többen tanultak teológián, akik ma már végzett lelkipásztorok: Menyhárt István: Mezőváriban, Barta Attila: Fornoson, Keresztyén Károly: Újlétán. Az egyházközség lélekszáma 1042 fő. 12 tagból álló presbitériuma van, gondnoka Sütő József, hitoktatók Tar Gyöngyi és Tóth Tímea, kántora Antal Krisztina. 2001-től mindmáig Béres László tiszteletes pásztorolja a község református nyáját.